# Volksbank Niedergrafschaft
Die Volksbank Niedergrafschaft eG ist eine deutsche Genossenschaftsbank mit Sitz in der niedersächsischen Gemeinde Uelsen im Landkreis Grafschaft Bentheim. Die Volksbank Niedergrafschaft eG ist das einzige eigenständige Kreditinstitut in der Niedergrafschaft (Bentheim).

## Geschichte
Die heutige Volksbank Niedergrafschaft eG entstand durch mehrere Fusionen von ehemals eigenständigen Banken mit ihrem Sitz in Hoogstede, Wilsum, Georgsdorf und Uelsen. 
1989 fusionierte die Volksbank Hoogstede eG (ehemals Spar- und Darlehnskasse eGmbH Hoogstede) mit der Raiffeisenkasse Georgsdorf eG. 1999 schlossen sich die Volksbank Hoogstede eG und die Volksbank Wilsum eG (ehemals Raiffeisenkasse Wilsum eGmbH) zusammen und firmierten unter der Bezeichnung Volksbank Hoogstede-Wilsum eG. Im Jahr 2001 fusionierten schließlich die Volksbank Hoogstede-Wilsum eG und die Volksbank Uelsen eG (ehemals Raiffeisen-Bank Uelsen eGmbH) unter dem Namen Volksbank Niedergrafschaft Uelsen-Hoogstede-Wilsum eG. Unter ihrem heutigen Namen Volksbank Niedergrafschaft eG besteht die Bank seit 2007.

## Rechtsverhältnisse
Die Volksbank Niedergrafschaft eG ist im Genossenschaftsregister beim Amtsgericht Osnabrück unter GnR 130009 eingetragen.

## Organisationsstruktur
Rechtsgrundlagen sind das Genossenschaftsgesetz und die durch die Generalversammlung beschlossene Satzung. Organe der Bank sind der Vorstand, der Aufsichtsrat und die Generalversammlung.

## Sicherungseinrichtung
Die Volksbank Niedergrafschaft eG ist der amtlich anerkannten Sicherungseinrichtung des Bundesverbandes der Deutschen Volksbanken und Raiffeisenbanken GmbH und der zusätzlichen freiwilligen Sicherungseinrichtung des Bundesverbandes der Deutschen Volksbanken und Raiffeisenbanken e.V. angeschlossen. Die Bank ist Teil der genossenschaftlichen Finanzgruppe Volksbanken Raiffeisenbanken und Mitglied beim Bundesverband der Deutschen Volksbanken und Raiffeisenbanken (BVR). Der gesetzliche Prüfungsverband ist der Genossenschaftsverband Weser-Ems e.V.

## Geschäftsausrichtung
Die Volksbank Niedergrafschaft eG betreibt das Universalbankgeschäft. Im Verbundgeschäft arbeitet sie mit der DZ Bank, R+V Versicherung, Bausparkasse Schwäbisch Hall, Teambank, VR Leasing, DZ Hyp und der Union Investment zusammen.

## Geschäftsgebiet
Das Geschäftsgebiet liegt im Westen des Landkreises Grafschaft Bentheim.
An diesen Orten betreibt die Bank Filialen:
- Uelsen (Hauptstelle, jur. Sitz)
- Hoogstede (Geschäftsstelle)
- Wilsum (Geschäftsstelle)
- Itterbeck (Geschäftsstelle)
- Georgsdorf (Geschäftsstelle)

## Ausbildung
Bei der Bank wird ausgebildet zum Bankkaufmann mittels Blockunterricht an den Kaufmännischen Berufsbildenden Schulen in Nordhorn und der Genossenschaftsakademie in Rastede. Zusätzlich bietet die Volksbank Niedergrafschaft eG ein duales Studium zum Bachelor of Arts in Banking and Finance an sowie eine Ausbildung zum Informatikkaufmann an.

## Sterne des Sports
Die „Sterne des Sports“ sind eine Auszeichnung, die vom Deutschen Olympischen Sportbund (DOSB) und den Volks- und Raiffeisenbanken an Sportvereine für ihr soziales Engagement vergeben wird. Hier wird nicht die sportliche Höchstleistung, sondern der gesellschaftliche Einsatz innerhalb des Breitensports belohnt. Der Wettbewerb würdigt kreative, innovative Projekte in den Bereichen Gesundheit & Prävention, Integration, Kinder und Jugend, Familie, Senioren, Gleichstellung von Männern und Frauen, Leistungsmotivation, Klima- und Umweltschutz, Ehrenamtsförderung und Vereinsmanagement.
Im Jahr 2016 hat mit dem TSV Georgsdorf ein Verein aus dem Einzugsgebiet der Volksbank Niedergrafschaft im Bundesfinale des Wettbewerbs „Sterne des Sports“ den zweiten Platz belegt. Die Georgsdorfer präsentierten der Jury das Projekt „Viele schaffen mehr – der TSV Georgsdorf gestaltet ein ganzes Dorf“. Auch im Jahr 2020 war ein von der Volksbank Niedergrafschaft unterstützter Verein bundesweit erfolgreich. Der SV Hoogstede belegte mit seinem Klimaschutz-Projekt „All Days For Future“ den vierten Platz. Die Auszeichnungen wurden in Berlin von der damaligen Bundeskanzlerin Angela Merkel verliehen.